# Hissarica
Hissarica là một chi bướm đêm thuộc họ Geometridae.